# Terminalia adenopoda
Terminalia adenopoda är en tvåhjärtbladig växtart som beskrevs av Friedrich Anton Wilhelm Miquel. Terminalia adenopoda ingår i släktet Terminalia och familjen Combretaceae. Inga underarter finns listade i Catalogue of Life.